# Hoja bloque verde

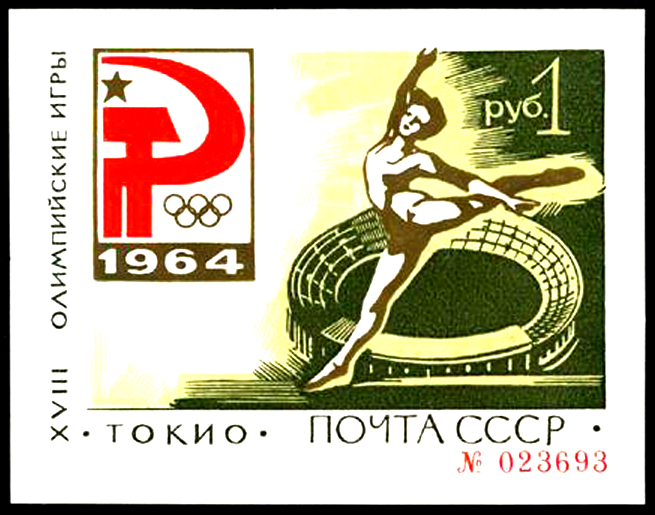

Hoja bloque verde o Hoja bloque de Tokio es el nombre filatélico de la pieza postal soviética, emitida el 31 de julio de 1964 conmemorativo de los XVIII Juegos Olímpicos de Tokio (Catálogo de la FAC #3085; Michel #Block33). Es la primera hoja bloque de la URSS numerado.

## Descripción
En la hoja bloque se exhibe una gimnasta sobre un fondo del complejo deportivo olímpico de Tokio (diseño E. D. Aniskin). La imagen se obtuvo de la fotografía de la revista «Физкультура и спорт» (“Cultura física y deporte”), no 10 de 1961, donde aparece Tamara A. Zamotaylova, gimnasta campeona olímpica. Los ordinales se imprimieron en tinta roja. Para la apertura y cierre de los Juegos Olímpicos se emplearon cancelaciones especiales para las hojas bloques en Moscú.
Una variedad de este block souvenir (II) - “estrella quebrada” (rayo superior de la estrella deformado) es considerado a veces más caro que el tipo I normal.
Se emitieron 35 mil ejemplares, una de las emisiones más cortas liberadas en la URSS desde 1945. Algunos filatelistas la consideran una estampilla de formato mayor.